# Рутка-Тартак
Рутка-Тартак (пол. Rutka-Tartak) — деревня в Сувалкском повете Подляского воеводства Польши. Административный центр гмины Рутка-Тартак. По данным переписи 2011 года, в деревне проживало 453 человека.

## География
Деревня расположена на северо-востоке Польши, на берегах реки Шешупе, на расстоянии приблизительно 25 километров к северу от города Сувалки, административного центра повета. Абсолютная высота — 141 метр над уровнем моря. Рутка-Тартак является местом пересечения региональных автодорог 651 и 655.

## История
В 1888 году в деревне Рудка-Тартак проживало 209 человек. В этноконфессиональном отношении большинство население деревни составляли литовцы-католики (208 человек), остальные — евреи. В административном отношении деревня входила в состав гмины Вижайны Сувалкского уезда Сувалкской губернии.
В период с 1975 по 1998 годы населённый пункт являлся частью Сувалкского воеводства.